# アルコールチェッカー
アルコールチェッカー（アルコール検査器、アルコール検知器）とは、測定機に息を吹きかけるだけで体内の残留アルコール濃度を数値化してくれる機器のことを指す。
一般的に体内のアルコール濃度を測定する方法として「血液採取」と「呼気採取」のどちらかの方法を用いますが、業務用では呼気でアルコール値を測定する「呼気採取」を用いることが一般的である。

## アルコールチェックの仕組み
アルコールを摂取すると、飲酒量の約20%は胃から、残りは小腸上部から約1～2時間でほぼ全て吸収される。
吸収されたアルコールは肝臓で分解されるが、分解しきれなかったアルコールは血液と共に全身をめぐり、再び肝臓に戻って分解が行われる。
血中に入り、肺に巡ったアルコールの一部が呼気として排出されるので、呼気中にもアルコールが含まれる。
アルコールチェッカー内に搭載されているアルコール感知センサーで、その呼気に含まれたアルコールを感知して測定を行う。
アルコール検知器の正しい使い方

## アルコールチェッカーの種類
アルコールチェッカーには、呼気中のアルコール濃度を判別する「センサー」が内蔵されている。
大まかに分類すると「半導体式ガスセンサー」と「電気化学式（燃料電池式）センサー」の2種類のセンサーがあり、アルコール濃度の測定原理にそれぞれ特性がある。

### 半導体式ガスセンサー
センサー表面に付着する酸素量に応じて、センサー内部の電気抵抗値が変化する特性を利用したセンサーのことを指す。
飲酒をした場合はアルコール成分によって酸素量が減少するため、電気抵抗値が低くなる。この電気抵抗値が低いほど体内のアルコール濃度が高いと判定される。

### 電気化学式（燃料電池式）センサー
呼気に含まれるアルコール成分を燃料とし、電気を発生する特性を利用したセンサーのことを指す。
飲酒をした場合はアルコール成分によって、電流が強くなり、電気の発生量が増加する。この電気の発生量が多いほど、呼気中のアルコール濃度が高いと判定される。

## アルコールチェッカーのアルコール基準値
飲酒運転扱いになるアルコールチェッカーのアルコール基準値は、0.15 mg/L以上とされている。
しかし、呼気中アルコール濃度が0.15 mg/L以下の場合でも、正常な判断ができない状態と認定されると、「酒酔い運転」という飲酒運転の中で最も重い罪になる。

## 白ナンバー事業者のアルコールチェック義務化について
「緑ナンバー」車を保有する事業者に対するアルコールチェッカーでのアルコールチェックは既に義務付けられており、違反した事業者には車両使用停止等の厳しい罰則が科せられている。
2022年10月に施行された法令改正においては「白ナンバー」車に対しても運転前後のアルコールチェッカーによる飲酒チェックが義務付けられるとされていたが、警察庁は「白ナンバー」のトラック運送事業者に対するアルコール検知器の使用義務付けを当分の間、適用しないことを決めたことを発表した。これはアルコール検知器の需要急増や半導体不足などでアルコール検知器を増産できないことから需給ギャップが拡大しているため、10月までにアルコール検知器を用意できない事業者も少なくないことから、今回アルコール検知器の使用義務化規定の適用開始を当分の間無期延期としたためである。
2022年4月から「白ナンバー」のトラック運送事業者の安全運転管理者には、目視で運転者の酒気帯びの有無を確認することは義務付けられている。

その後十分な数の検知器の流通が見込まれるようになったことから2023年12月1日より白ナンバー事業者もアルコールチェッカーの使用が義務化された。